# For Love of Ivy
For Love of Ivy és una pel·lícula de comèdia romàntica estatunidenca del 1968 dirigida per Daniel Mann i protagonitzada per Sidney Poitier, Abbey Lincoln, Beau Bridges, Nan Martin, Lauri Peters i Carroll O'Connor. La història fou escrita per Sidney Poitier amb el guionista Robert Alan Arthur. La banda sonora fou composta per Quincy Jones. La cançó "For Love of Ivy", escrita per Quincy Jones and Bob Russell, fou nominada a l'Oscar a la millor cançó original. La pel·lícula va rebre les nominacions als Globus d'Or al millor actor secundari per Beau Bridges i Abbey Lincoln.

## Argument
Ivy Moore, una dona afroamericana de 26 anys, ha treballat com a minyona per als Austin, una família blanca, de classe mitjana alta de Long Island (Nova York), des que va arribar de Florida on va ser criada per la seva àvia. Tot i ser tractada com a part de la família, anuncia la seva decisió de deixar la feina i anar a l'escola de secretariat per millorar la seva situació.
Els Austin estan desesperats per mantenir-la, i els adolescents, Gena i Tim, tramen un pla per fer-ho. Tim Austin concerta una cita d'Ivy amb Jack Parks, un executiu de l'empresa de camions. Tim espera que la introducció de la il·lusió en la seva vida la dissuadeixi de deixar la família.
Tim persuadeix un Parks reticent de citar-se amb Ivy, i aplica pressió amenaçant de revelar el seu casino il·legal, que funciona de nit a la part posterior d'un gran camió de llarga distància.
Les seves reunions inicials són incòmodes entre el cosmopolita Parks i la menys sofisticada Moore, ja que van a un restaurant japonès i a una discoteca bohèmia de Manhattan. Amb el temps, però, floreix el romanç, però quan Moore s'assabenta que Parks va ser obligat inicialment a sortir amb ella, trenca amb ell.
Parks supera la seva vinculació a la solteria i demana a Moore que marxi amb ell a Nova York. Ella accepta. Mentre ho fan, són testimonis de com el casino il·legal, que Parks havia lliurat al seu soci, és clausurat per la policia i els operaris arrestats.

## Repartiment
- Sidney Poitier - Jack Parks
- Abbey Lincoln - Ivy Moore
- Beau Bridges - Tim Austin
- Nan Martin - Doris Austin
- Lauri Peters - Gena Austin
- Carroll O'Connor - Frank Austin
- Leon Bibb - Billy Talbot
- Hugh Hurd - Jerry
- Lon Satton - Harry
- Jennifer O'Neill - Sandy
- Paul Harris - Dealer

## Resposta
La pel·lícula va rebre crítiques positives i va agradar tant al públic blanc com negre. Molts van aplaudir les actuacions tant de Sidney Poitier com d'Abbey Lincoln, i van ser populars protagonistes romàntics. Fins i tot Ebony Magazine va donar als dos una història en portada. També foren aplaudits Beau Bridges i Carroll O'Connor: més tard, tots dos actors van aparèixer a pel·lícules i programes de televisió, alguns tractant temes racials. Bridges va fer el drama còmic urbà The Landlord i altres pel·lícules, i O'Connor va fer altres papers mentre va avançar cap a la glòria televisiva com Archie Bunker a All in the Family.

### Taquilla
La pel·lícula va obtenir benefici de taquilla per import de 5.570.000 dòlars a Amèrica del Nord amb 1,7 milions de dòlars procedents de la resta del món. Després de despeses de distribució, impressions i publicitat i el cost negatiu, la pel·lícula va registrar un benefici de 390.000 dòlars.

## Banda sonora
La banda sonora fou composta, arranjada i dirigida per Quincy Jones, i el disc de la banda sonora fou editat per ABC Records el 1968. La canço del títol fou cantada per Shirley Horn, composta per Quincy Jones, amb lletres de Bob Russell fou editat com a single per ABC Records.

### Llista de cançons
Totes foren compostes per Quincy Jones
1. "Main Title — For Love of Ivy" − 2:50
2. "Wheelin' and Dealin'" − 2:45
3. "Little Hippy Dippy" − 4:25
4. "Soul Motion" − 3:45
5. "Somethin' Strange" − 2:59
6. "Black Pearl" − 4:15
7. "For Love of Ivy" − 2:57
8. "You Put It On Me" (lletra de Maya Angelou) − 2:45
9. "The B. B. Jones" (lletra de Maya Angelou) − 2:25
10. "Messy But Good" − 2:35
11. "My Side of the Sky" (lletra de Cashman, Pistilli & West) − 2:43
12. "Don't You Believe It" (lletra de Cashman, Pistilli & West) − 2:29
13. "End Title — For Love of Ivy" (lletra de Bob Russell) − 2:54

### Personal
Orquestra no identificada arranjada i dirigida per Quincy Jones inclosa
- B. B. King − veus (cançons 8 & 9), guitarra (cançó 10)
- Shirley Horn − veu (cançó 13)
- Terry Cashman, Gene Pistilli & Tommy West − veu (cançó 11 & 12)